# Celebeszi koboldmaki
A celebeszi koboldmaki (Tarsius tarsier) a főemlősök rendjébe, a koboldmakifélék családjába, a koboldmaki (Tarsius) nembe tartozó emlősfaj – nemének típusfaja.

## Előfordulása
Az Indonéz-szigeteken, Celebeszen  és néhány közeli szigeten (Buton, Muna, Kabaena, Selayar, és a Togian-szigetek) él, kis példányszámban.

## Megjelenése

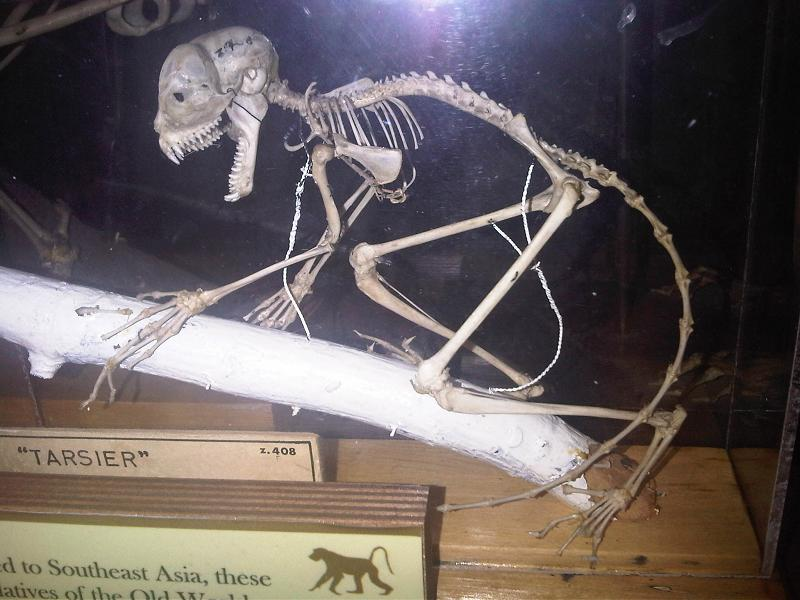
a csontváza

Színe sárgás-barna-fekete, fején és hátán sötétebb, hasán fehéres. Hossza 40 centiméter, amelyből 24 centiméter a farokra esik. Nagy szemekkel (1,5 centiméter) és nagy fülekkel, nagyon rövid mellső, de annál hosszabb hátsó végtagokkal rendelkezik.

## Életmódja
Kis csapatokban él. Sűrű erdőkben tartózkodik a fákon elbújva. Rovarokkal, kisebb csúszómászókkal, de gyakran még gyümölccsel is táplálkozik. Fogságban nemigen tartható.
Körülbelül 180 napi vemhesség után hozza világra szőrös, nyitott szemű kölykeit, és három hétig a szájában hurcolja magával.